# Citarum
Citarum is een bestuurslaag in de stadsgemeente Kota Bandung van de provincie West-Java, Indonesië. Citarum telt 2406 inwoners (volkstelling 2010).